# Henry Hewitt
Henry Hewitt (Londres, 28 de dezembro de 1885 — Newbury (Berkshire), 23 de agosto de 1968) foi um ator britânico, ativo entre das décadas de 1910 e 1960.

## Filmografia selecionada
- The School for Scandal (1930)
- Stamboul (1931)
- Madame Guillotine (1931)
- Betrayal (1932)
- Admirals All (1935)
- Rembrandt (1936)
- The High Command (1938)
- Old Iron (1938)
- Just Like a Woman (1939)
- Sailors Three (1940)
- The Black Sheep of Whitehall (1942)
- The Day Will Dawn (1942)
- London Belongs to Me (1948)
- Train of Events (1949)
- Happy Go Lovely (1951)
- Scrooge (1951)
- Emergency Call (1952)
- Where's Charley? (1952)
- Top Secret (1952)
- John Wesley (1954)
- Now and Forever (1956)
- The Naked Truth (1957)